# Jiří Havlis
Jiří Havlis (16. listopadu 1932 Majdalena – 31. ledna 2010 Třeboň) byl český veslař a reprezentant Československa.
V roce 1952 získal na OH v Helsinkách zlatou medaili ve veslování. Ve čtyřce s kormidelníkem společně s ním medaili získali Stanislav Lusk, Karel Mejta, Jan Jindra a Miroslav Koranda. Jejich vítězný čas byl 7:33,4 na olympijské dráze 2000 m.